# 214
214 (CCXIV) var ett normalår som började en lördag i den julianska kalendern.

## Händelser

### Okänt datum
- Kungadömet Osroene blir en romersk provins.
- Catallus besegrar goterna vid nedre Donau.
- Caracallas segrar i Germanien befäster hans popularitet inom den romerska hären.
- Försvarslinjen vid Raetia förstärks i form av en oavbruten stenmur.
- Det koreanska kungariket Baekje anfaller Mohestammarna.
- Liu Bei erövrar Yiprovinsen (益州) från sin klanfrände Liu Zhang och skapar därmed grunden för Shu Hanriket under De tre kungadömenas period.

## Födda
- 10 maj – Claudius II Gothicus, romersk kejsare 268–270 (född detta eller föregående år)
- 9 september – Aurelianus, romersk kejsare 270–275
- Diofantos, grekisk matematiker (möjligen född detta år)

## Avlidna
- Chogo, kung av det koreanska kungariket Baekje
- Xun You, rådgivare till Cao Cao
- Fu Shou, kinesisk kejsarinna.